# Dix-Huitième Siècle
Dix-Huitième Siècle est une revue scientifique française pluridisciplinaire, créée en 1969 au sein de la Société Française d’Étude du Dix-huitième Siècle. Elle publie toute étude portant sur le 18e siècle sans limite d’aire géographique, de discipline ou d’école scientifique.

## Description
Se composant d’environ 800 pages, cette revue annuelle propose un dossier sur un thème spécifique, des varia et des textes inédits, un grand entretien avec une personnalité qui porte un regard singulier sur le 18e siècle, des notes de lecture sur les ouvrages récemment parus (environ 150 titres recensés par numéro). La revue évalue les propositions qu’elle reçoit (dossiers, varia) selon les normes internationales d’évaluation par les pairs.

## Réception
La qualité scientifique unanimement reconnue de cette publication en fait une référence incontournable des études dix-huitiémistes. Elle bénéficie du soutien du Centre national du livre (CNL).

## Distribution
Le distributeur en librairie de la revue imprimée est l'éditeur-libraire Vrin. Les numéros de 1969 à 2006 sont disponibles en ligne en libre-accès sur la plateforme Persée. À partir de 2006, les numéros de la revue sont diffusés numériquement sur la plateforme Cairn.info avec une barrière mobile de trois ans. Les éléments suivants sont accessibles en libre-accès sans barrière mobile : table des matières, résumés en anglais et en espagnol, introduction du Dossier thématique, Grand Entretien, Notes de lecture.